# Жуковичи (Могилёвская область)
Жу́ковичи (бел. Жукавічы) — деревня в Глусском районе Могилёвской области Белоруссии. В составе Катковского сельсовета.

## История
До 2013 года деревня входила в состав Берёзовского сельсовета.

## Население
- 1999 год — 31 человек
- 2009 год — 10 человек